# Plectranthus
Plectranthus là một chi thực vật có hoa trong họ Hoa môi (Lamiaceae).

## Các loài
Chi Plectranthus gồm khoảng 325 loài:

## Hình ảnh

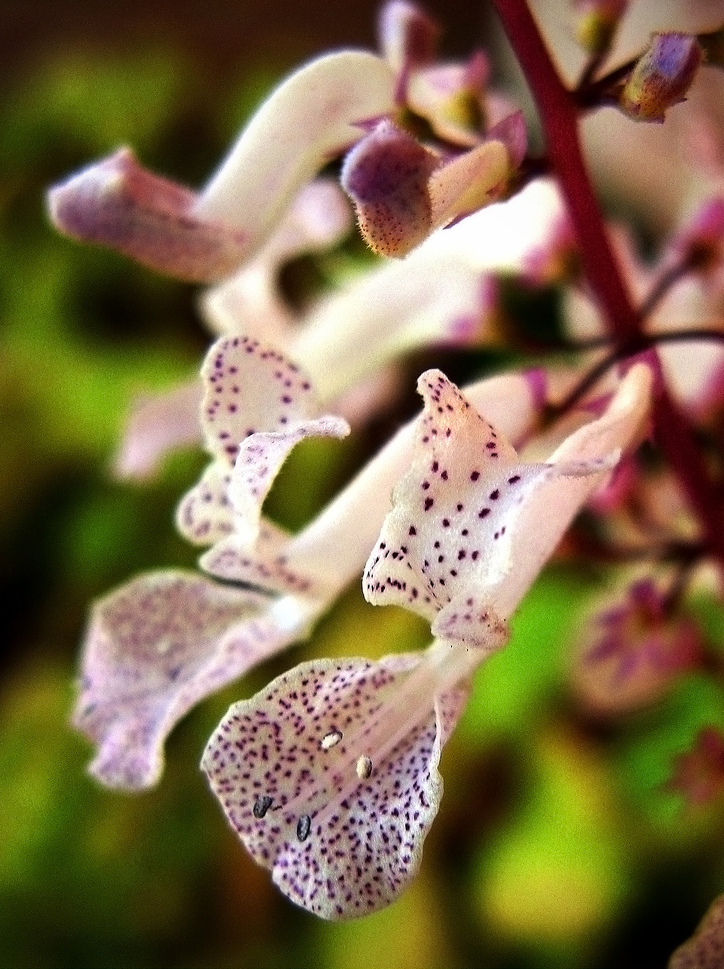
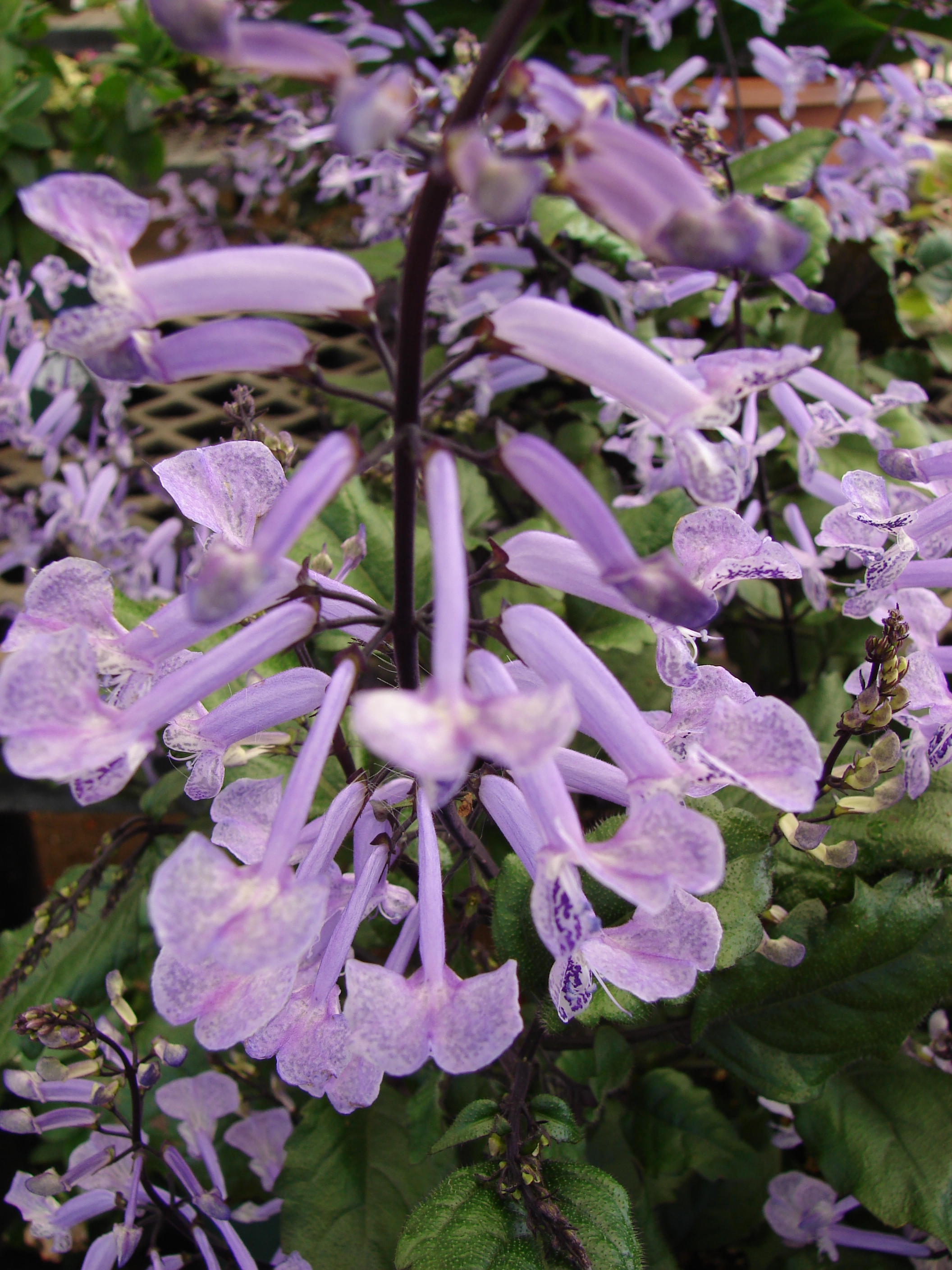